# NMC (Unternehmen)
Die NMC SA wurde 1950 als belgisches Handelsunternehmen durch den Unternehmer Gert Noël und seiner Gattin unter dem Namen Noël-Marquet & Cie in Eupen gegründet.

## Geschichte
Der erste Standort der Firma lag am Marktplatz, im Zentrum Eupens. 1959 zog man auf ein großes Areal an der Hochstraße, welches durch mehrere Geländezukäufe erweitert werden konnte. Ende des Jahres 1982 bot sich die Gelegenheit, die leerstehenden Gebäude der Chocolaterie Jacques in Eynatten bei Aachen zu erwerben, wohin man nach der Errichtung zahlreicher besonders brandgesicherter Produktionsgebäude und eines Verwaltungsgebäudes, den Firmenhauptsitz verlagerte.

## Beschreibung
NMC ist inzwischen ein international tätiges Unternehmen in der Entwicklung, Produktion und Vermarktung synthetischer Schaumstoffe. Das Unternehmen beschäftigt rund 1600 Mitarbeiter an 16 Standorten in ganz Europa. Im Jahre 2019 erzielte das Unternehmen einen konzernweiten Umsatz von 285 Millionen Euro. Die Anwendungsgebiete erstrecken sich von den Bereichen Raum-, Fassaden- und Terrassengestaltung über Isolations-, Industrie- und Verpackungsprodukte bis hin zu Sport- und Freizeitartikeln.